# Otto Nolte
Otto Nolte (* 29. März 1887 in Schwanebeck; † 5. Mai 1934) war ein deutscher Agrikulturchemiker.

## Leben
Nolte, Sohn eines Landwirts, studierte Chemie in Rostock, Berlin und Göttingen und promovierte 1912 an der Universität Halle. Ab 1913 war er Assistent am Agrikulturchemischen Institut der Universität Göttingen tätig. Hier habilitierte er sich mit einer Arbeit über die Wirkung von Kalisalzen auf Boden und Pflanzen. 1918 erhielt er die Stelle eines Vorstehers der wissenschaftlichen Abteilung der Landwirtschaftlichen Versuchsstation Rostock, 1919 wurde er Direktor der Landwirtschaftlichen Versuchsstation Braunschweig. 
Ab 1922 leitete Nolte die wissenschaftliche Düngerstelle der Dünger-Abteilung der Deutschen Landwirtschafts-Gesellschaft. In dieser Funktion hat er bis 1933 das Feldversuchswesen der Gesellschaft in großzügiger Weise ausgebaut. Von 1922 bis 1933 war er gleichzeitig Geschäftsführer der Sonderausschüsse Gründüngung, Bodenbiologie und Tabakbau dieser Gesellschaft. Er veröffentlichte zahlreiche, überwiegend praxisorientierte Broschüren und Aufsätze über alle Bereiche der Düngung. Er hielt agrikulturchemische Vorlesungen an der Universität Göttingen, an der Universität Rostock, an der Technischen Hochschule Braunschweig und an der Landwirtschaftlichen Hochschule Berlin. Die letztgenannte Hochschule verlieh ihm 1929 den Titel eines außerordentlichen Professors.

## Schriften (Auswahl)
- Der Stallmist und seine Verwendung. Berlin 1924, 3. Aufl. 1930 (= Flugschriften der Deutschen Landwirtschafts-Gesellschaft Heft 24.)
- Die Düngung des Grünlandes. Berlin 1927, 2. Aufl. 1930 (= Grünland-Bücherei Band 2.)
- Die Bedeutung des Kalis und der in den Kalirohsalzen enthaltenen Nebensalze für den Boden und die der menschlichen Ernährung unmittelbar dienenden Pflanzen. In: Die landwirtschaftlichen Versuchs-Stationen. Band 106, 1927, S. 1–123; auch als Buch Verlagsbuchhandlung Paul Parey Berlin 1927.
- Zur Geschichte der Theorie der Pflanzenernährung und Düngung. In: Die Ernährung der Pflanze. Jahrgang 23, 1927, S. 118–120 und 132–137.